# 2156 Kate
2156 Kate eller A917 SH är en asteroid i huvudbältet, som upptäcktes 23 september 1917 av den sovjetiske astronomen Sergej Beljavskij vid Simeiz-observatoriet på Krim. Den har fått sitt namne efter frun till astronomen L. K. Kristensen, Kate Kristensen.
Asteroiden har en diameter på ungefär 8 kilometer.